# Evelien Ruijters
Evelien Ruijters (Maastricht, 10 augustus 1985) is een Nederlandse atlete, die vooral gespecialiseerd is in de middellange afstanden en het veldlopen. Ze werd tweemaal Nederlands kampioene, namelijk op de korte afstand bij het veldlopen en op de 1500 m indoor.

## Loopbaan
Ruijters werd in 2012 tweede tijdens de Nederlandse kampioenschappen veldlopen op de korte afstand bij de vrouwen, voor Manon Kruiver, die derde werd en het brons pakte en achter Lesley van Miert, die de nationale titel veroverde. Ze won haar eerste nationale titel op de 1500 m tijdens de Nederlandse indoorkampioenschappen van 2013 in een tijd van 4.26,84. Ze liet in sportcentrum Omnisport Apeldoorn, Helen Hofstede (zilver) en Manon Kruiver achter zich. Aan het eind van dat jaar veroverde ze de nationale titel op de korte cross, gelopen over 2500 meter, tijdens de Warandeloop in Tilburg. Verder won ze in 2013 ook de internationale Abdijcross in Kerkrade.
Ruijters traint bij AV Unitas in Sittard en is familie van atlete en meervoudig nationaal kampioene Vivian Ruijters. Ze is in het dagelijks leven werkzaam als huisarts.

## Nederlandse kampioenschappen
Outdoor
| Onderdeel                 | Jaar |
| ------------------------- | ---- |
| veldlopen (korte afstand) | 2013 |

Indoor
| Onderdeel | Jaar |
| --------- | ---- |
| 1500 m    | 2013 |

## Persoonlijke records
baan
| Afstand | Tijd     | Datum            | Plaats         |
| ------- | -------- | ---------------- | -------------- |
| 800 m   | 2.06,46  | 18 augustus 2012 | Kessel-Lo      |
| 1000 m  | 2.44,41  | 5 december 2012  | Lisse          |
| 1500 m  | 4.16,31  | 16 juli 2011     | Heusden-Zolder |
| 3000 m  | 9.38,37  | 24 juni 2011     | Utrecht        |
| 5000 m  | 17.11,57 | 31 juli 2013     | Stiphout       |

weg
| Afstand        | Tijd    | Datum            | Plaats   |
| -------------- | ------- | ---------------- | -------- |
| 10 km          | 35.38   | 9 februari 2014  | Schoorl  |
| 15 km          | 55.19   | 16 november 2014 | Nijmegen |
| halve marathon | 1:18.53 | 8 maart 2015     | Den Haag |

## Uitslagen

### 800 m
- 2012:  KBC-nacht, voorprogramma

### 1000 m
- 2012:  Baancircuit Lisse (14e aller tijden)

### 1500 m
- 2011:  Internationale KBC-nacht Heusden
- 2011: 4e Nationale ranglijst
- 2011: 5e NK in Amsterdam
- 2012:  Gentse Feesten Meeting

### 3000 m
- 2010:  Harry Schulting Games in Vught - 9.47,00
- 2014: 5e Harry Schulting Games in Vught - 9.46,63

### 5 km
- 2006:  Mergelland in Meerssen - 18.34
- 2010:  Maastrichts Mooiste - 17.52
- 2010:  Peter Rusmanloop (5,5 km) - 19.49[1]
- 2011: 5e Marikenloop - 17.37
- 2011:  Mergelland Marathon Meerssen - 17.09
- 2011:  Dwars Door in Hasselt - 17.06
- 2012:  Parelloop - 17.14
- 2012:  Mergelland Marathon Meerssen - 18.25
- 2013:  Parelloop - 17.18

### 10 km
- 2007:  Mergelland in Meerssen - 41.10
- 2008:  Eurode stadsloop in Kerkrade - 40.57[2]
- 2008:  Mergelland in Meerssen - 40.20
- 2009:  VGZ Mergelland in Meerssen - 36.26
- 2010:  VGZ in Meerssen - 36.49
- 2011:  Dunea Loop in Den Haag - 37.47
- 2011:  Venloop - 37.15
- 2011: 14e Singelloop Utrecht - 36.39
- 2012:  Bredase Singelloop - 35.57
- 2013: 15e Singelloop Utrecht - 36.59
- 2013:  Bredase Singelloop - 35.58
- 2014: 10e NK 10 km in Schoorl - 35.38
- 2014:  Wehr Minerals Venloop - 37.22
- 2015: 17e Parelloop - 37.58

### kwart marathon
- 2011:  halve marathon van Egmond - 41.09

### 15 km
- 2009:  Maastrichts Mooiste - 59.32
- 2014: 6e Montferland Run - 55.52

### halve marathon
- 2008: 8e marathon van Eindhoven - 1:33.34
- 2009:  marathon van Eindhoven - 1:24.06
- 2013: 21e halve marathon van Egmond - 1:25.28
- 2014: 13e halve marathon van Egmond - 1:20.00
- 2015: 8e City-Pier-City Loop - 1:18.53
- 2017: 24e halve marathon van Egmond - 1:29.20

### veldlopen
- 2009:  Mescherbergloop - 1:06.27
- 2010:  Mescherbergloop - 1:03.53
- 2011: 6e NK korte cross, Hellendoorn - 10.05
- 2011: 4e Sylvestercross, Soest - 12.56
- 2011: 4e Mastboscross, Breda - 10.52
- 2011: 7e NK korte cross Tilburg (Warandeloop) - 8.23
- 2012:  Nationaal Crosscircuit korte cross
- 2012: 4e Mastboscross, Breda - 9.46
- 2012:  Abdijcross (korte cross), Kerkrade - 9.11
- 2012:  NK korte cross, Tilburg (Warandeloop) - 8.06
- 2013:  Mastboscross, Breda - 8.54
- 2013:  Abdijcross (korte cross), Kerkrade - 9.36
- 2013:  NK korte cross, Tilburg (Warandeloop) - 8.08
- 2013:  Mescherbergloop - 1:01.13
- 2014:  Abdijcross (korte cross), Kerkrade - 9.34
- 2014:  Mescherbergloop - 1:04.54